# Collegio di Salford and Eccles
Salford and Eccles è stato un collegio elettorale situato nella Grande Manchester, nel Nord Ovest dell'Inghilterra, e rappresentato alla Camera dei comuni del Parlamento del Regno Unito. Eleggeva un membro del parlamento con il sistema first-past-the-post, ossia maggioritario a turno unico; il collegio è stato abolito con la revisione periodica del 2024.

## Estensione

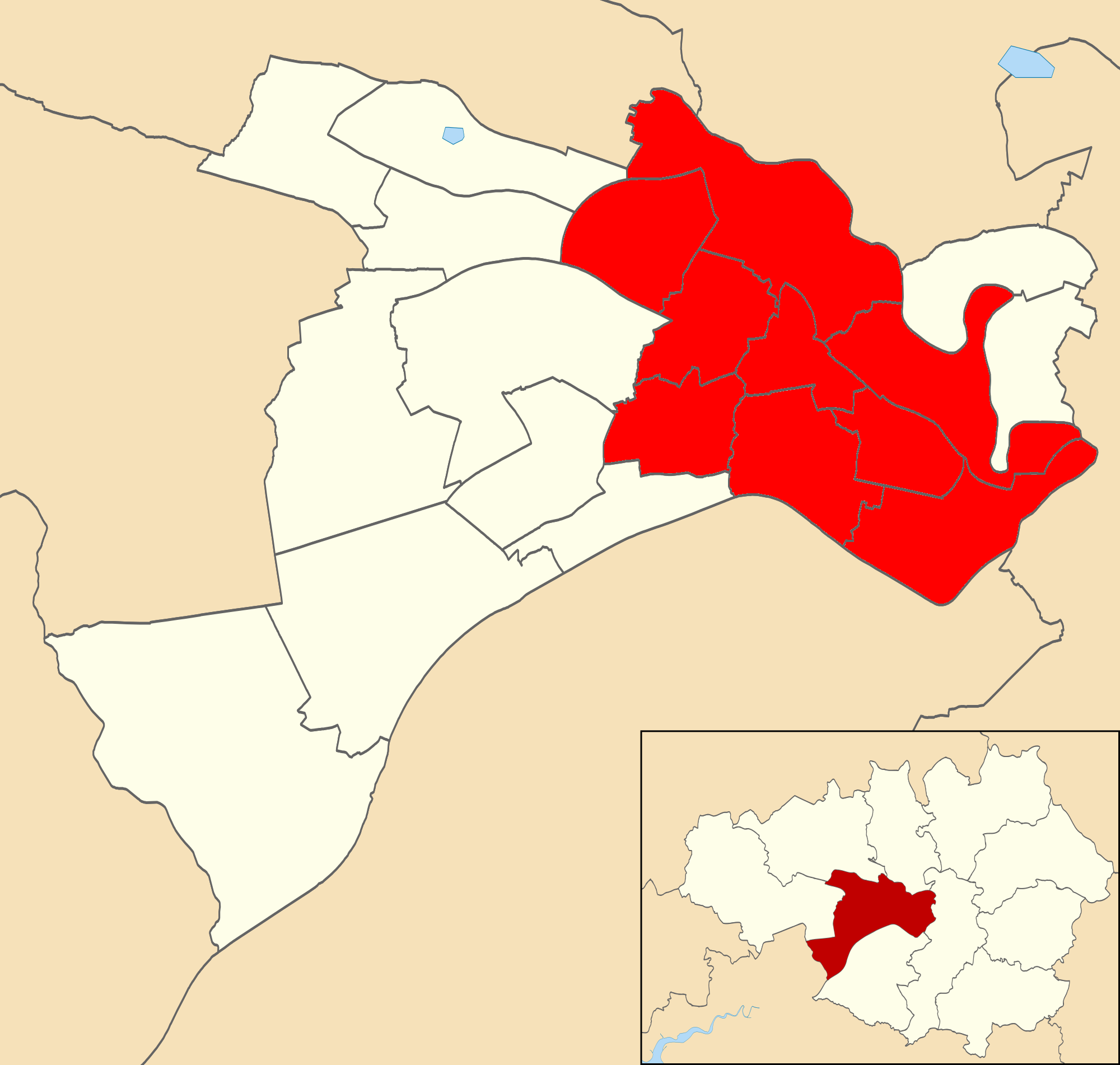
I ward elettorali di Salford and Eccles

I ward elettorali nel collegio di Salford and Eccles nella città di Salford erano Claremont, Eccles, Irwell Riverside, Langworthy, Ordsall, Pendlebury, Swinton North, Swinton South, Weaste and Seedley.
Il collegio è stato abolito in occasione della revisione del 2024, che ha comportato la perdita di Eccles; l'area rimanente è confluita nel re-istituito collegio di Salford.

## Membri del parlamento
| Elezione | Elezione            | Deputato         | Partito          |
| -------- | ------------------- | ---------------- | ---------------- |
|          | 2010                | Hazel Blears     | Laburista        |
| 2015     | Rebecca Long-Bailey |                  | Laburista        |
|          | 2024                | Collegio abolito | Collegio abolito |

## Elezioni

### Elezioni negli anni 2010
| Partito                    | Partito                                | Candidato                  | Risultati 12 dicembre 2019 | Risultati 12 dicembre 2019 |
| Partito                    | Partito                                | Candidato                  | Voti                       | %                          |
| -------------------------- | -------------------------------------- | -------------------------- | -------------------------- | -------------------------- |
|                            | Laburista                              | Rebecca Long-Bailey        | 28 755                     | 56,79                      |
|                            | Conservatore                           | Attika Choudhary           | 12 428                     | 24,55                      |
|                            | Brexit                                 | Matt Mickler               | 4 290                      | 8,47                       |
|                            | Lib Dem                                | Jake Overend               | 3 099                      | 6,12                       |
|                            | Verdi                                  | Bryan Blears               | 2 060                      | 4,07                       |
|                            |                                        |                            |                            |                            |
| Iscritti                   | Iscritti                               | Iscritti                   | 82 202                     | 100,00                     |
| ↳ Votanti (% su iscritti)  | ↳ Votanti (% su iscritti)              | ↳ Votanti (% su iscritti)  | 50 632                     | 61,59                      |
| ↳ Astenuti (% su iscritti) | ↳ Astenuti (% su iscritti)             | ↳ Astenuti (% su iscritti) | 31 570                     | 38,41                      |
|                            |                                        |                            |                            |                            |
|                            | Esito: collegio confermato a Laburista |                            |                            |                            |

| Partito                    | Partito                                | Candidato                  | Risultati 8 giugno 2017 | Risultati 8 giugno 2017 |
| Partito                    | Partito                                | Candidato                  | Voti                    | %                       |
| -------------------------- | -------------------------------------- | -------------------------- | ----------------------- | ----------------------- |
|                            | Laburista                              | Rebecca Long-Bailey        | 31 168                  | 65,45                   |
|                            | Conservatore                           | Jason Sugarman             | 12 036                  | 25,28                   |
|                            | UKIP                                   | Christopher Barnes         | 2 320                   | 4,87                    |
|                            | Lib Dem                                | John Reid                  | 1 286                   | 2,70                    |
|                            | Verdi                                  | Wendy Olsen                | 809                     | 1,70                    |
|                            |                                        |                            |                         |                         |
| Iscritti                   | Iscritti                               | Iscritti                   | 78 503                  | 100,00                  |
| ↳ Votanti (% su iscritti)  | ↳ Votanti (% su iscritti)              | ↳ Votanti (% su iscritti)  | 47 730                  | 60,80                   |
| ↳ Astenuti (% su iscritti) | ↳ Astenuti (% su iscritti)             | ↳ Astenuti (% su iscritti) | 30 773                  | 39,20                   |
|                            |                                        |                            |                         |                         |
|                            | Esito: collegio confermato a Laburista |                            |                         |                         |

| Partito                    | Partito                                | Candidato                  | Risultati 7 maggio 2015 | Risultati 7 maggio 2015 |
| Partito                    | Partito                                | Candidato                  | Voti                    | %                       |
| -------------------------- | -------------------------------------- | -------------------------- | ----------------------- | ----------------------- |
|                            | Laburista                              | Rebecca Long-Bailey        | 21 364                  | 49,38                   |
|                            | Conservatore                           | Greg Downes                | 8 823                   | 20,39                   |
|                            | UKIP                                   | Paul Doyle                 | 7 806                   | 18,04                   |
|                            | Verdi                                  | Emma Van Dyke              | 2 251                   | 5,20                    |
|                            | Lib Dem                                | Charlie Briggs             | 1 614                   | 3,73                    |
|                            | We are the Reality                     | Mark "Bez" Berry           | 703                     | 1,63                    |
|                            | TUSC                                   | Noreen Bailey              | 517                     | 1,20                    |
|                            | Pirata                                 | Sam Clark                  | 183                     | 0,42                    |
|                            |                                        |                            |                         |                         |
| Iscritti                   | Iscritti                               | Iscritti                   | 74 331                  | 100,00                  |
| ↳ Votanti (% su iscritti)  | ↳ Votanti (% su iscritti)              | ↳ Votanti (% su iscritti)  | 43 261                  | 58,20                   |
| ↳ Astenuti (% su iscritti) | ↳ Astenuti (% su iscritti)             | ↳ Astenuti (% su iscritti) | 31 070                  | 41,80                   |
|                            |                                        |                            |                         |                         |
|                            | Esito: collegio confermato a Laburista |                            |                         |                         |

| Partito                    | Partito                                      | Candidato                  | Risultati 6 maggio 2010 | Risultati 6 maggio 2010 |
| Partito                    | Partito                                      | Candidato                  | Voti                    | %                       |
| -------------------------- | -------------------------------------------- | -------------------------- | ----------------------- | ----------------------- |
|                            | Laburista                                    | Hazel Blears               | 16 655                  | 40,10                   |
|                            | Lib Dem                                      | Norman Owen                | 10 930                  | 26,32                   |
|                            | Conservatore                                 | Matthew Sephton            | 8 497                   | 20,46                   |
|                            | BNP                                          | Tina Wingfield             | 2 632                   | 6,34                    |
|                            | UKIP                                         | Duran O'Dwyer              | 1 084                   | 2,61                    |
|                            | TUSC                                         | David Henry                | 730                     | 1,76                    |
|                            | Democratici                                  | Stephen Morris             | 621                     | 1,50                    |
|                            | Indipendente                                 | Richard Carvath            | 384                     | 0,92                    |
|                            |                                              |                            |                         |                         |
| Iscritti                   | Iscritti                                     | Iscritti                   | 75 514                  | 100,00                  |
| ↳ Votanti (% su iscritti)  | ↳ Votanti (% su iscritti)                    | ↳ Votanti (% su iscritti)  | 41 533                  | 55,00                   |
| ↳ Astenuti (% su iscritti) | ↳ Astenuti (% su iscritti)                   | ↳ Astenuti (% su iscritti) | 33 981                  | 45,00                   |
|                            |                                              |                            |                         |                         |
|                            | Esito: collegio a Laburista (nuovo collegio) |                            |                         |                         |

## Risultati dei referendum

### Referendum sulla permanenza del Regno Unito nell'Unione europea del 2016
|             | Collegio           | Lasciare UE % | Rimanere in UE % |
| ----------- | ------------------ | ------------- | ---------------- |
|             | Salford and Eccles | 53,6%         | 46,4%            |
| Inghilterra | 53,3%              | 46,7%         |                  |
| Regno Unito | 51,9%              | 48,1%         |                  |